# Jury Duty
Pour plus de détails, voir Fiche technique et Distribution.
Jury Duty est un film de procès américain réalisé par John Fortenberry, sorti en 1995.

## Synopsis
Un bon à rien se retrouve assigné à être juré dans un procès.

## Fiche technique
- Titre : Jury Duty
- Réalisation : John Fortenberry
- Scénario : Neil Tolkin (en), Barbara Williams, Samantha Adams
- Photographie : Avi Karpick
- Montage : Stephen Semel (en)
- Musique : David Kitay
- Producteur : Yoram Ben-Ami, Peter M. Lenkov (en)
- Société de production et de distribution : Tri-Star Entertainment, Triumph Films
- Pays de production :  États-Unis
- Langue : Anglais
- Format : Couleur - Dolby Digital - DTS - 35 mm - 1.85:1
- Genre : Comédie
- Durée : 84 min
- Public : Tous Public

## Distribution
- Pauly Shore : Tommy Collins
- Tia Carrere : Monica
- Stanley Tucci : Frank
- Brian Doyle-Murray : Harry
- Abe Vigoda : Juge Powell
- Charles Napier : Jed
- Richard Edson : Skeets
- Richard Riehle : Principal Beasely
- Alex Datcher (en) : John Conn
- Richard T. Jones : Nathan
- Sharon Barr : Libby Starling
- Jack McGee : Murphy
- Dick Vitale : Richard Hertz
- Billie Bird : Rose
- Siobhan Fallon Hogan : Heather
- Mark L. Taylor : Russell Cadbury
- Shelley Winters : La maman